# بروتين ج ثلاثي متغاير

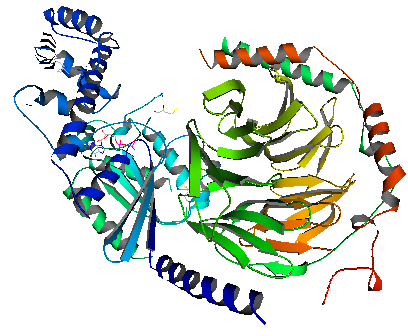
بنية ثلاثية الأبعاد بروتين ج الثلاثي المتغاير.

البروتين ج الثلاثي المغاير (بالإنجليزية: Heterotrimeric G protein)‏ هي بروتينات ج مرتبطة بالغشاء، ويشار إليها أحيانا باسم بروتينات ج الكبيرة (لتمييزها عن أقسام فرعية أصغر وهي الجتبازات الصغيرة أحادية الوحدات). تُنشَّط هذه البروتينات بواسطة مستقبلات مقترنة بها وتتكون من ثلاث وحدات فرعية مغايرة: ألفا (α)، بيتا (β)، غاما (γ)، وتشكل الوحدتين الأخيرتين مركبا يسمى مركب بيتا-غاما.
توجد أربع عائلات رئيسية من بروتينات ج وذلك حسب الوحدة الفرعية ألفا التي تحتويها: Gs، Gq، Gi/Go و G12/13.

## وحدات فرعية ألفا
أظهرت تجارب إعادة بناء أجريت في بداية العقد 1980 أن وحدات Gα المنقاة يمكن أن تشط بكش لمباشر إنزيمات مستفعلة. تُنشط الوحدة الفرعية ألفا المرتبطة بالـGTP الخاصة بالترانسدوكن (Gt) فسفودايستراز GMP الحلقي من القطع الخارجية لنبابيت الشبكية، وتنشط الوحدة الفرعية ألفا المرتبطة بالـGTP الخاصة ببروتين ج المحفز (Gs) محلقة الأدينيلات الحساسة للهرمون.
تتكون وحدات ألفا من نطاقين: نطاق الجتباز ونطاق الإدخال اللولبي.
يوجد على الأقل 20 وحدة ألفا فرعية مختلفة ن وهي مقسمة إلى أربع مجموعات رئيسية. هذه التسميات الاصطلاحية مبنية على تماثل التسلسل:
| عائلة البروتين ج | الوحدة الفرعية ألفا (α)      | الجين                           | توصيل الإشارة                                                       | الاستخدام/المستقبلات (أمثلة) | تؤثر على (أمثلة)                                                      |
| ---------------- | ---------------------------- | ------------------------------- | ------------------------------------------------------------------- | --- | --------------------------------------------------------------------- |
| عائلة Gi         |                              |                                 |                                                                     | |                                                                       |
| Gi/o             | • αi • αo                    | • GNAO1 • GNAI1 • GNAI2 • GNAI3 | تثبيط محلقة الأدينيلات، فتح قنوات K+ (عبر مركب β/γ)، غلق قنوات Ca2+ | • مستقبلات المسكارين M2 وM4 • مستقبلات الكيموكين • المستقبل الأدرناليني α2 • مستقبلات السيروتونين 5-HT1 • مستقبلات الهستامين H3و H4 • مستقبلات الدوبامين المماثلة لـD2. | انقباض العضلات الملساء، نشاط عصبونات الاكتئاب.                        |
| Gt               | • αt (ترانسدوسن)             | • GNAT1 • GNAT2                 | تنشيط فسفودايستراز 6                                                | رودوبسين | الرؤية                                                                |
| Ggust            | • αgust (غوستدوسن)           | GNAT3                           | تنشيط فسفودايستراز 6                                                | مستقبلات التذوق | التذوق                                                                |
| Gz               | αz                           | GNAZ                            | تثبيط محلقة الأدينيلات                                              | الصفائح الدموية | الحفاظ على التوازن الأيوني في سوائل اللمف المحيطي والجواني القوقعية.  |
| عائلة Gs         |                              |                                 |                                                                     | |                                                                       |
| Gs               | αs                           | GNAS                            | تنشيط محلقة الأدينيلات                                              | • المستقبل الأدرناليني β • مستقبلات السيروتونين 5-HT4 و5-HT6 و5-HT7 • مستقبلات الدوبامين المماثلة لـD1 • مستقبلات الهستامين H2                                          | زيادة معدل دقات القلب، استرخاء العضلات الملساء، تنشيط النشاط العصبوني |
| Golf             | αolf                         | GNAL                            | تنشيط محلقة الأدينيلات                                              | المستقبلات الشمية | الشم                                                                  |
| عائلة Gq         |                              |                                 |                                                                     | |                                                                       |
| Gq               | • αq • α11 • α14 • α15 • α16 | • GNAQ • GNA11 • GNA14 • GNA15  | تنشيط الفوسفوليباز C                                                | • المستقبل الأدرناليني α1 • مستقبلات المسكارين M1 ،M3 وM5 • مستقبلات الهستامين H1 • مستقبلات السيروتونين 5-HT2                                                          | انقباض العضلات الملساء، تدفق أيونات Ca2+                              |
| عائلة G12/13     |                              |                                 |                                                                     | |                                                                       |
| G12/13           | α12, α13                     | • GNA12 • GNA13                 | تنشيط عائلة Rho من الجتبازات                                        | | وظائف الهيكل الخلوي، انقباض العضلات الملساء.                          |

## مركب بيتا-غاما ج
الوحدتان الفرعيتان β وγ مرتبطتان بشكل وثيق مع بعضهما ويشار إليهما بمركب بيتا-غاما ج. بعد تنشيط المستقبل المقترن بالبروتين ج، ينفصل مركب Gβγ عن الوحدة الفرعية ألفا ج وذلك بعد استبدال ترابطها من GDP إلى GTP.
بعد انفصاله، يعمل المركب الحر Gβγ كجزيء تأشير عبر تنشيط رسل ثوانٍ أو فتح وغلق القنوات الأيونية مباشرة. على سبيل المثال: حين يرتبط مركب Gβγ بمستقبلات الهستامين فإن بمقدوره تنشيط الفوسفوليباز A2، وتقوم مركبات Gβγ المرتبطة بمستقبلات أستيل كولين المسكارينية بالفتح المباشر لقناة أيون البوتاسيوم الداخلي المعدل (GIRK)، كما يمكنها تنشيط قنوات الكالسيوم من النوع L كما هو الحال عند ارتباطها بمستقبل الهستامين هـ3.